# Nygård (Suède)
Pour les articles homonymes, voir Nygaard.
Nygård (Suède) est une localité de Suède située dans la commune de Lilla Edet du comté de Västra Götaland. Elle couvre une superficie de 0,67 km2. En 2010, elle compte 419 habitants.